# Rundfunk (Comedy)
Rundfunk war eine niederländische Comedyserie der Rundfunkgesellschaft KRO-NCRV, die in den Jahren 2015 und 2016 auf NPO 3 ausgestrahlt wurde. Die einzelnen Folgen bestanden aus Sketchen mit absurdem Humor, die aber durch einen Erzählstrang verbunden blieben.

## Geschichte
Das Konzept Rundfunk (benannt nach dem Medium in deutschsprachigen Ländern) entstand aus einer halbstündigen Theatershow, die die jungen Schauspieler Yannick van de Velde und Tom van Kalmthout zuvor bei dem Utrechter Theaterfestival De Parade aufführten. Der ehemalige Regisseur und Fernsehproduzent Job Gosschalk sah hierin Potential und so wurde ein 20-minütiger Film gedreht und an NPO geschickt. Das experimentelle Studio TVLab nahm sich ebenfalls ihrer an und produzierte fünf Folgen, die lediglich nach den niederländischen Wochentagen benannt waren.
Die Sendung Rundfunk startete am 10. August 2015 und hat schnell eine treue Fangemeinde gewonnen. Vom 24. Oktober 2016 bis zum 19. Dezember 2016 wurde die zweite Staffel ausgestrahlt. Hier wurden alle Folgen mit deutschen Titeln bedacht.

## Handlung
Die Erzählung folgt den zwei Freunden Tim und Erik zur Zeit ihres letzten Jahres auf der Middelbare School (entspricht in etwa einer deutschen Realschule). Ein Bestandteil war die Darstellung der Englischlehrerin, die in ihrer Affektiertheit der englischen Königin nacheiferte, oder die des Deutschlehrers Meneer Heydrich mit seiner Faszination für das Dritte Reich, der mit starkem deutschen Akzent humorvoll sämtliche in den Niederlanden existierenden antideutschen Klischees bediente. Er wurde gespielt von Pierre Bokma, der in Deutschland oft als Theaterschauspieler tätig ist. 

## Sendungen

### Staffel 1
- Folge 1 – Maandag
- Folge 2 – Dinsdag
- Folge 3 – Woensdag
- Folge 4 – Donderdag
- Folge 5 – Vrijdag

### Staffel 2
(es handelt sich im Folgenden um die Originaltitel)
- Folge 1 – Knechtschaft
- Folge 2 – Scheiterhaufen
- Folge 3 – Hungerstreik
- Folge 4 – Schwanzgesteuert
- Folge 5 – Doppelvolmond
- Folge 6 – Knallhart
- Folge 7 – Schnurrbart
- Folge 8 – Weltschmerz
- Folge 9 – Spinnwebe
- Folge 10 – Schluss, Tschüss

### Weiteres Wirken unter der MarkeRundfunk
Neben und nach der Fernsehreihe wurden weitere Theaterproduktionen mit ähnlichem Inhalt auf die Beine gestellt.
- Wachstumsschmerzen (2019–2020)
- Todesangstschrei (2021–2022)
- Schau (2024–heute)

Die beiden Hauptdarsteller traten zudem 2020 in dem Film Rundfunk: Jachterwachter erneut gemeinsam vor die Kamera. Hier spielen sie zwei einfältige Platzwarte auf einem Campingplatz. Auch hierin wurde gelegentlich über Deutsche gewitzelt.
Im Winter 2023/2024 brachte NPO 3 „Rundfunk: Duco en Roy“ heraus, eine achtteilige Serie, in der ebenfalls Van de Velde (als Duco Baardmans) und Van Kalmthout (als Roy Bloothooft) mitspielen. In dieser Serie, die keine Fortsetzung von Rundfunk ist, streben die Hauptfiguren Karrieren als erfolgreiche Schauspieler an.

## Preise
- 2018: Neerlands Hoop

## Trivia
- Der Drehort für die Außenaufnahmen war die denkmalgeschützte Schule Constantinianum in Amersfoort. Die Innenaufnahmen fanden im Christelijk Lyceum in Zeist statt.